# Waliszewo (powiat stargardzki)
Waliszewo – kolonia w Polsce położona w województwie zachodniopomorskim, w powiecie stargardzkim, w gminie Ińsko przy drodze wojewódzkiej nr 151, 5,5 km na północny wschód od Ińska (siedziby gminy) i 41 km na północny wschód od Stargardu (siedziby powiatu).
W latach 1975–1998 miejscowość administracyjnie należała do województwa szczecińskiego. 

## Geografia
Wieś w woj. zachodniopomor. (powiat stargardzki, gmina Ińsko, sołectwo Storkowo), na Pojezierzu Ińskim, — 51 mieszk. 2008 r.